# Educación tecnológica

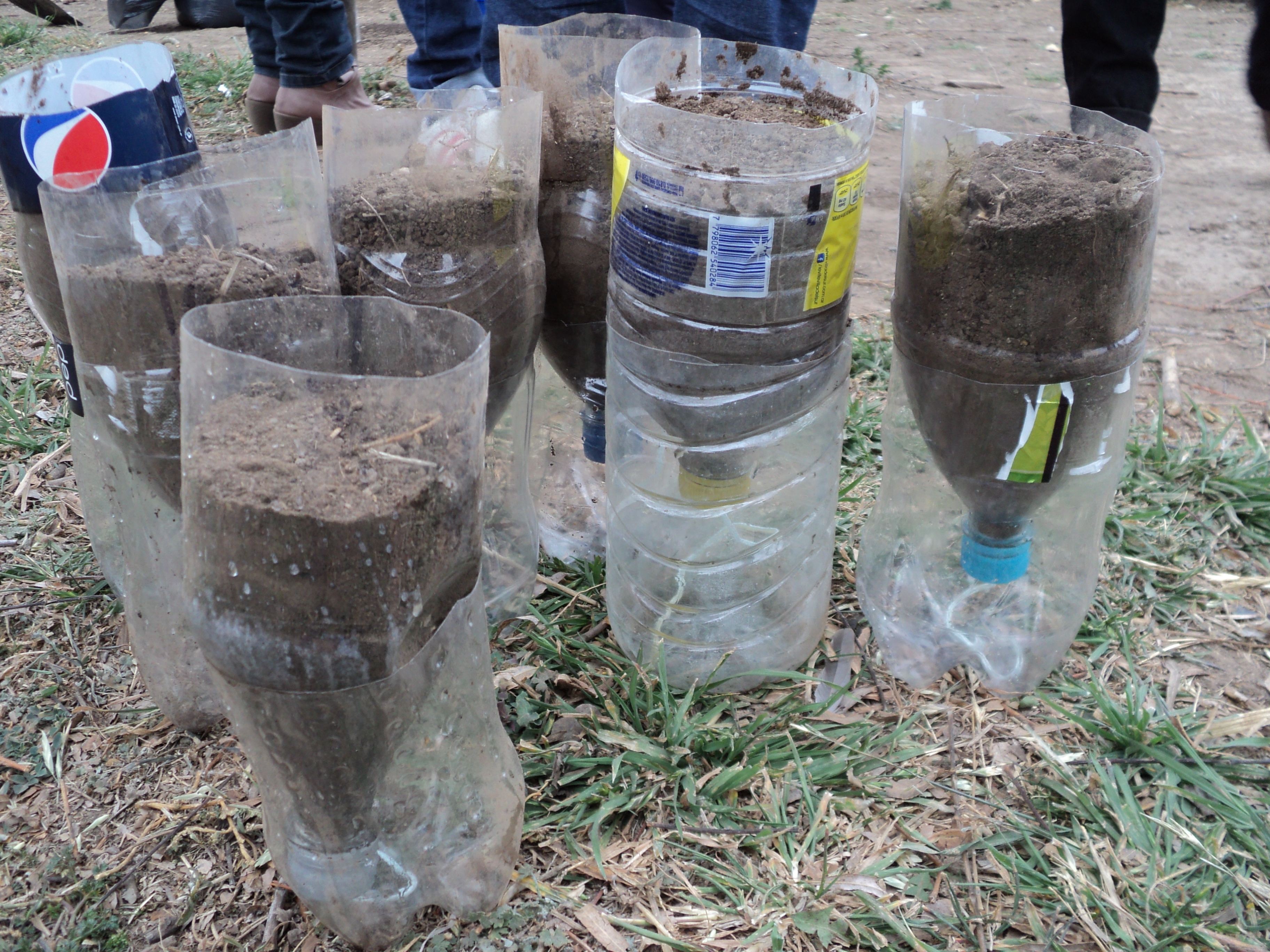
Macetas con botellas de plástico recicladas.

La educación tecnológica se refiere a un conjunto de sumas para trabajar en el sistema educativo destinados a la compresión de las tecnologías en su contexto social y ambiental (el fenómeno tecnológico).
Se refiere también a la capacitación, o entrenamiento, cada usuario que desea adquirir un dispositivo con Tecnología de uso común, para que entienda, principalmente para que sirve,  cual es el propósito para el que fue diseñado, cuales son las necesidades del usuario y como utilizar la tecnología para beneficios.
Es una disciplina educativa que estudia los procesos de creación y producción de bienes y servicios, analiza desde una perspectiva crítica los sistemas socio-técnicos, basándose en principios éticos que pongan a la tecnología al servicio del bien común y la preservación del ambiente natural.

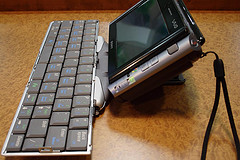
Tecnología por Bluetooth

Abarca materiales que permiten una definición curricular del área de la Tecnología en el ámbito escolar; incluye marcos teóricos globales, de referencia, acerca del área en su conjunto y de sus enfoques, procedimientos y estrategias didácticas más generales.

## Definición
"La educación tecnológica, como espacio curricular, se propone promover en la formación de los niños y las niñas tanto el desarrollo de la capacidad de identificar y resolver problemas técnicos como de una mirada que identifique a la tecnología como un aspecto fundamental de la cultura, favoreciendo nuevos vínculos de los alumnos con el medio tecnológico en el que están inmersos. Así, en la escuela los niños deberían ser iniciados en el estudio de lo que algunos autores denominan la cultura tecnológica".
En la realización de actividades de enseñanza de educación tecnológica en la EGB/Primaria, los propósitos perseguidos trascienden la reproducción de ciertas técnicas significativas o el desarrollo de habilidades motrices. Así mismo, mediante esta modalidad educativa se desarrolla el intercambio de conocimientos, experiencias y saberes, en el cual se llevan a cabo alternativas en crear y recrear experiencia en los recursos tecnológicos.

La educación tecnológica la entendemos como una educación general, para todos los niveles y modalidades. Los NAP (Núcleos de aprendizajes prioritarios) definen los ejes: Procesos Tecnológicos, medios técnicos y los cambios y continuidades y la reflexión de la tecnológica como proceso sociocultural del hombre. Los procesos tecnológicos son tomados en cuenta como procesos sobre la materia, la energía y la información. El análisis de los procesos se realiza desde las operaciones "núcleo mínimo". El quehacer técnico parte de un objetivo, se propone un camino para llegar al cumplimiento del objetivo, donde los medios técnicos seleccionados aparecen luego y todo esto se da en un medio sociotécnico. No hay una división entre lo técnico y lo social cuando hacemos tecnología.
"Es una disciplina escolar, de formación general, que posibilita que los alumnos se aproximen al conocimiento de un mundo creado por el hombre, un mundo artificial, con una cultura fundamentalmente tecnológica y que crea unas determinadas relaciones del hombre con los hombres, con lo social, con lo natural, con lo cultural, con lo ideológico político, con lo ético. Acceder al conocimiento de la cultura tecnológica, de éste mundo artificial, es poner al alumno en contacto con determinadas técnicas, procedimientos, recursos, materiales, procesos y objetos de este mundo. Aquí, el contenido especifico de las técnicas, procesos, productos, objetos, y materiales están en directa relación con lo tecnológico, con lo artificial, con lo creado por el hombre para satisfacer verdaderas demandas y necesidades, resolviendo problemas para una mejor calidad de vida".
Carlos Maria Marpegan (2021) señala que: 
"La Educación Tecnológica es un espacio curricular joven con un vocabulario en permanente formación, fruto de la práctica y del debate de todos los actores; por eso es menester forjar un lenguaje específico y promotor de las interacciones del colectivo docente, en pos de un enfoque compartido que ilumine la enseñanza."
Leliwa y Marpegán (2020) nos hablan de las finalidades de la Educación Tecnológica y mencionan que: “refiere a la comprensión progresiva de la acción técnica y de la Génesis de los objetos y sistemas técnicos, tanto desde sus esquemas de funcionamiento como desde sus interacciones y efectos” (p. 51)

## Diferencia entre Tecnología y Educación Tecnológica
"La tecnología como campo de conocimiento se refiere a una formación especifica de un sujeto, respecto a los fundamentos y aplicación de contenidos técnicos y tecnológicos, sobre una situación determinada. En cambio la Educación Tecnológica, como espacio curricular, se propone construir capacidades que posibiliten a los alumnos y alumnas abordar a los sistemas tecnológicos, para intervenir y participar en ellos. Justamente se trata de una formación general en la cual interesa mas trabajar sobre las maneras de organizar y sistematizar los contenidos, que interactúan dentro de los sistemas tecnológicos, para comprenderlos y comprender otros sistemas que todavía están por surgir. Otro aspecto a considerar es que la Educación Tecnológica no enseña sobre los fundamentos científicos que intervienen en la explicación sobre el funcionamiento de una máquina, por ejemplo, sino en las funciones que delegan las personas sobre ese artefacto."

## Objetivos de la educación tecnológica
El estudio realizado por Marc de Vries para la Unesco, enseña que las orientaciones de la educación tecnológica varían mucho en distintos países, pudiendo clasificarse en dos grandes grupos: 
- Adquisición de destrezas prácticas
- Mejor comprensión del fenómeno de las tecnologías

En todos los casos la complejidad está graduada de acuerdo a cada nivel escolar. En general, las orientaciones rara vez se presentan puras, mezclándose en grado variable en los distintos países y niveles educativos.

«(...) la enseñanza técnica es aquella que tiene por objeto adiestrar al hombre en el manejo inteligente de los recursos teóricos y materiales que la humanidad ha acumulado para transformar el medio físico y adaptarlo a sus necesidades (...)'»
Luis Enrique Erro

## Educación tecnológica y  tecnología.
Los productos, tecnológicos y tecnología,  en su más amplia fundamentación teórica,  es el objeto de estudio de la educación tecnológica,  considerada en el enfoque de educación tecnología.
- Conjunto de productos artificiales fabricados por el hombre.
- Conjunto de personas, máquinas y recursos necesarios en un proceso de fabricación.
- Enfoques de la educación tecnológica.
- La dimensión técnica,  que incorpora recursos humanos y tecnológicos.
- Conjunto de conocimientos,  metodologías,  capacidades y  destre-zas necesarias para poder realizar las tareas productivas.
- Sistema sociotécnico necesario para poder usar los productos fa-bricados.[12]

### Adquisición de destrezas prácticas
La complejidad de cada destreza es muy diferente, ya que el trabajo artesanal puede enseñarse desde los primeros años de escolarización, mientras que la aplicación de ciencias tiene al conocimiento de estas como requisito previo, generalmente correspondiente a los últimos años de los estudios secundarios.
- Artesanales: de fabricación individual de artefactos de modo casero o en pequeños talleres.
- Industriales: capacitación para el trabajo fabril.
- Diseño de soluciones: métodos innovadores para resolver problemas prácticos.
- Aplicación de ciencias: con el fin de resolver problemas prácticos.

### Comprensión del fenómeno tecnológico[13]
A partir de esta enseñanza, se busca mejorar en los estudiantes la participación en el mundo tecnológico contemporáneo a través de principalmente lo siguiente ejes temáticos:
- Tecnologías críticas: principales tecnologías, usadas para satisfacer las necesidades básicas, a partir de lo cual se solucionan los problemas del entorno empleando los diferentes saberes y apropiándose de los instrumentos necesarios.
- Ciencia, tecnología y sociedad: comprensión de las actividades científicas y sociales de las actividades tecnológicas, analizando que existen algunas que poseen efectos ambientales, comprendiendo cuáles son dichos efectos y cuál es su impacto en la sociedad y el planeta.[14]
- Reflexión y cuestionamiento sobre las tecnología: La capacidad de comprender la tecnología como ente en constante evolución y transformación. Esto que implica que la tecnología está sujeta completamente a las necesidades, costos o beneficios que puede entregar a la sociedad, siendo total responsabilidad del ser humano que los objetivos de la tecnología sean enfocados en la dirección correcta. Este supuesto asume en el ser humano la función alfabetizadora, formativa y orientadora con lo que debe contribuir en el desarrollo de las tecnologías.

## Historia
La incorporación de la educación tecnológica dentro de los sistemas educativos, tiene origen en las reformas educacionales que se produjeron en los Estados Unidos en la década de los 70's en donde a partir de talleres de educación y arte industrial se formaron las primeras clases de educación tecnológica. 
Paralelamente en Inglaterra, la educación tecnológica evoluciona a partir de los talleres de aprendizaje de los viejos oficios, todo esto en respuesta de las nuevas necesidades y problemas a los que la sociedad comenzaba a enfrentarse producto de las revoluciones tecnológicas ocurridas en aquellos años.
Latinoamérica comienza a dar pasos en este tema impulsados por los cambios ya experimentados por los países anteriormente mencionados.
Tanto Eggleston (1192) como Layton (1993) señalaron que la historia de la educación tecnológica tiene tres raíces:
- una capacidad desarrollada sólo en la educación artesanal,
- una provisión que era segregada rígidamente en líneas de género,
- una provisión ideada para los estudiantes menos capacitados.

La forma en que se consolida esta historia en los planes de estudio variará de país en país.
La asignatura de Educación Tecnológica ha experimentado significativas transformaciones curriculares desde su implementación. Con la promulgación de la Ley N.º 26.206 en 2006 y el establecimiento de los Núcleos de Aprendizajes Prioritarios (NAP), se modificaron aspectos fundamentales de la enseñanza, centrando la atención en los procesos tecnológicos, los medios técnicos y la consideración de la tecnología como un proceso sociocultural. Es ampliamente reconocido que tales reformas requieren de una capacitación adecuada para los educadores. A pesar de que se han propuesto iniciativas de formación a nivel nacional, muchas provincias no han replicado estas capacitaciones para el amplio colectivo de profesionales en Educación Tecnológica. (Duarte, 2024)

## Estructura didáctica
La única pauta didáctica para el desarrollo de la asignatura, aplicable a todos los contenidos obligatorios, se refiere a que la tecnología se aprende mejor operando con ella y no solo leyendo o recibiendo la descripción de cómo debe hacerse o de cómo lo hacen otros. Es por eso que durante mucho tiempo, previo al establecimiento de los Núcleos de Aprendizajes Prioritarios en Argentina, se destacó el análisis de productos y los proyectos tecnológicos como procedimientos metodológicos para su praxis pedagógica, pero muchas veces como parte de los contenidos a enseñar, que articulan y disponen todos los bloques de contenidos de esta propuesta del capítulo de tecnología. Muchas de estas actividades, suelen realizarse en forma grupal y colaborativa, incentivando a los estudiantes a involucrarse activamente en el desarrollo de los contenidos del curso a través de la comunicación con sus mismos pares.
En el primer ciclo de la Escuela Primaria se abordan los medios técnicos principales a las herramientas manuales, para el segundo ciclo se profundizan y se avanza a las herramientas que cuentan con elementos de transmisión y transformación de movimientos, con algunas nociones de programación de controladores mecánicos, eléctricos o hidráulicos, y para el tercer ciclo de la escuela primaria y el nivel secundario es donde aparecen nociones de programación computacional.
Desde el segundo ciclo de la escuela primaria se analiza la delegación de programas del control de las operaciones en los instrumentos de medición de variables presentes en las máquinas. Se recurre al diseño de controladores mecánicos, electromecánicos o recursos informáticos.  Para el caso de sistemas con sensores, se introduce un programa (software) que permite secuenciar instrucciones para que los actuadores las ejecuten.

### Métodos de análisis de tecnologías
Se recomiendan los siguientes tipos de análisis (artefactual), con sus respectivas preguntas:
- Morfológico: Debe hablar básicamente sobre la forma (pueden incluirse: medidas, peso, volumen, colores). Se trata de observar y registrar en un informe la forma exterior del objeto y, si pudiera observarse sin efectuar desarmes, su estructura de soporte. Se hace hincapié en las características geométricas (sección, volumen, largo, ergonomía, etcétera). Para una mejor comprensión del informe realizado, este puede ir acompañado por un gráfico (si es acotado, mejor) del objeto analizado.

- Funcional: ¿Para qué sirve? Se deben mencionar las funciones primarias y secundarias que realiza dicho objeto y si este cumple con los objetivos planteados cuando fue creado, tanto en el aspecto funcional como en el ergonómico.

- De funcionamiento: ¿Cómo funciona? ¿Cómo se usa? Este análisis conviene efectuarlo junto con el estructural: cómo funciona el producto y posteriormente la función o misión que cumple cada componente, reconociendo sus principios de funcionamiento.

- Estructural funcional: ¿Cuáles son sus partes y cómo se relacionan? Corresponde aquí mencionar cada una de las partes que lo componen y como se relacionan estas entre sí. Para realizar el listado de componentes, si es necesario, se procederá al despiece del objeto.

- Tecnológico: ¿Cómo está hecho y de qué materiales? Aquí el análisis comprende mencionar los materiales con que está construido el objeto (discriminado por componente, si corresponde) mencionando los procedimientos de fabricación. Se hará un análisis de la tecnología de los materiales y de los procesos de fabricación.

- Económico: ¿Qué valor tiene? (pueden incluirse distintos costos: de producción, de venta, etc.) En este análisis se le da valor al objeto, y se recomienda averiguar su precio de venta en los comercios y estimar si el mismo coincide con su función y con lo analizado tecnológica y estructuralmente.

- Comparativo: ¿En qué se diferencia de otros objetos tecnológicos que lo pueden reemplazar? Es el análisis en el que comparamos nuestro objeto con otros que cumplen la misma función y aquí se señalan diferencias estructurales y en lo referente al cómo cada uno de ellos cumple su función (efectividad, precisión, de funcionamiento, etcétera). También es posible comparar el objeto analizado con otros de forma similar pero de distinta función y registrar entonces las similitudes de forma y las diferencias de función.

- Relacional: ¿Cómo está relacionado con su entorno? Es el análisis del objeto y su relación con el entorno, y ello implica analizar todos los objetos vinculables al que se está analizando. Por ejemplo, la energía eléctrica, si es propulsado por ella; cualquier dispositivo de soporte, si lo necesita; las herramientas, etcétera.

- Reconstrucción del surgimiento y la evolución histórica del producto: ¿Cómo se originó y cuál ha sido su proceso y evolución histórica? En este nivel de lectura del objeto se busca obtener las motivaciones que dieron origen al mismo y la época de creación. Los objetos no solo responden a una necesidad que deben satisfacer, sino que tienen también una carga expresiva de la época de creación: “el espíritu de la época”. Es este espíritu el que a través de la lectura del objeto se trata de sacar a la luz. Este nivel de análisis se basa no solo en el objeto, sino también en otras fuentes: textos, informes, relatos, etcétera.

- Ambiental: Aquí se analizan las posibles consecuencias del objeto o producto respecto al ambiente: si su uso generara alguna sustancia tóxica o nociva para el aire o el agua o cualquier otro elemento natural, lo que podría tener alguna consecuencia sobre la salud humana en particular o sobre el planeta en general.
- Social: Se analiza los cambios sociales culturales del ser humano en campo tecnológico enfocado a las nuevas paradigmas de la educación digital.
- Progresos: Los sistema de equilibrio de la naturaleza se está convirtiendo persistentemente en desequilibrio particularmente en ciertas áreas y puntos críticos.

Actualmente existen diversos enfoques o maneras de pensar en las tecnologías, en Argentina actualmente se está dando mucha fuerza a la enseñanza de la Educación Tecnológica con el enfoque sociotécnico: 
"Es un enfoquesociotécnico conduce a la reflexión sobre la tecnología en el ámbito social; que atraviesa diferentes campos (filosofía de la técnica, sociología de la técnica, tecnopolítica, ciencias sociales,ingeniería industrial, etc.), que se refleja de manera dispar en diferentes autores (Bunge, Latour, Quintanilla, Thomas, entre otros) y que aparece asociado a temáticas muy diversas (mediación técnica, desarrollo tecnológico, gestión empresarial, organización del trabajo, interacción humano – máquina, etc.). Esta dispersión de ideas y miradas con relación al complejo vínculo tecnología-sociedad hace que podamos más bien hablar de varios enfoques sociotécnicos diferentes entre sí, aunque no siempre incompatibles. La multiplicidad y disparidad de enfoques sociotécnicos dificulta la trasposición didáctica , porque no es posible su traslado en forma directan como saber a enseñar (contenidos) de la Educación Tecnológica sin incurrir en confusiones o contradicciones que pueden afectar su especificidad como espacio curricular, como por ejemplo, la posible confusión de contenidos con las ciencias sociales. Entonces, para circunscribir la aplicación del enfoque sociotécnico en la Educación Tecnológica, se puede asumir que contempla de manera general la interrelación de aspectos técnicos y sociales tanto en una organización, como en los sistemas sociales o en la sociedad en su conjunto; de este modo los sistemas técnicos son vistos como un soporte imprescindible de la dinámica social, y donde la hasta sociedad misma es percibida como un artefacto (Hevia Martínez, 2019). De hecho, todo sistema social requiere de algún tipo de sistema técnico y viceversa; por ejemplo, las empresas, los hospitales o el sistema ferroviario funcionan con el auxilio de múltiples medios técnicos y son redes e instituciones que son pasibles de ser estudiadas por las ciencias sociales; pero es importante distinguir que dichos medios técnicos no son ‘aplicaciones’  de las ciencias sociales, no son ciencia aplicada (ver), son técnicas que son objeto de estudio de la Educación Tecnológica."

### Áreas del conocimiento de la tecnología
- Conocimiento de dibujo técnico.
- Conocimiento de estructuras.
- Conocimiento de materiales (madera, metal, plástico, materiales de construcción).
- Conocimiento de mecánica.
- Conocimiento de electricidad.
- Conocimiento de electrónica.
- Conocimiento de informática.
- Conocimiento de neumática e hidráulica.
- Conocimiento de robótica y automática.
- Conocimiento de medio ambiente y sociedad.

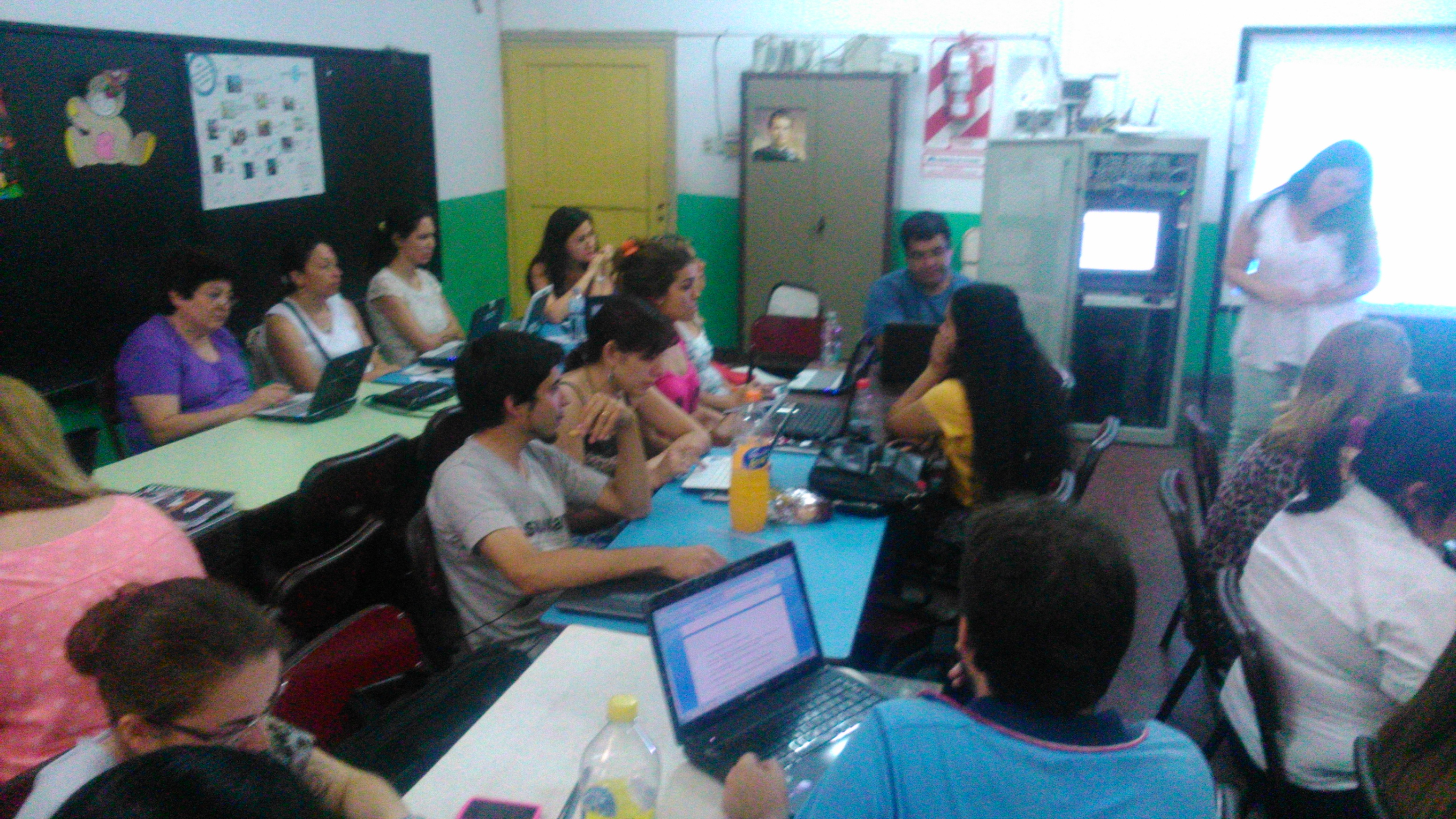
Encuentro de la Capacitación de Alfabetización Digital para Docentes - Esc. Bernardo de Monteagudo

## Alfabetización digital
La alfabetización digital, es un área de la educación tecnológica que resulta fundamental incentivar hoy en día al estar inmersos en la era de la cultura digital. Como hace referencia Martín Varsavsky, autor de una gran cantidad de artículos en Educ.ar, el fenómeno mundial de las tecnologías de la información y la comunicación, ha provocado variadas transformaciones en diferentes contextos sociales, principalmente en el educativo, donde ha sido necesario realizar modificaciones en las metodologías con el fin de asegurar que los métodos de aprendizaje y las competencias enseñadas en la etapa escolar sean acorde al contexto y realidad que actualmente vive nuestra sociedad.
Entonces podemos conceptualizar, que, "la alfabetización digital es la capacidad de la persona de realizar actividades en un ambiente digital, donde puede localizar, investigar y analizar información, mediante dispositivos electrónicos (computadoras, teléfonos móviles, Tablet, etc.) y programas u aplicaciones, lo cual le da la facultad de elaborar contenidos u armar propuestas a través de estos medios. Esta rama de la Educación Tecnológica, se la debe entender como una nueva forma de comunicación,  de creación y comprensión de la información".
El contexto educativo es un elemento esencial en el desarrollo de cualquier país, debido a que se enfoca principalmente a la formación de nuevos profesionales, que se desempeñaran en diversas áreas y entornos en un futuro, es por esta razón que la inclusión de la tecnología debe manejarse de una forma cuidadosa y adecuada a cada programa de estudio, de nada servirá que se implemente este rubro en los alumnos llamados nativos digitales por sus habilidades y aptitudes en el uso de diversas aplicaciones y herramientas tecnologías, si la práctica educativa es monótona y obsoleta por parte de algunos docentes que siguen renuentes a la actualización e implementación de nuevas estrategias en el proceso educativo que imparten.
Leliwa y Marpegán (2020) dicen:
- No negamos la importancia de abordar sobre tecnologías de avanzada, pero siempre que “esté complementada por la reflexión sobre la acción técnica y sus efectos políticos sociales ambientales entre otros.” (PP. 60-61)
- “(...) la enseñanza de las técnicas digitales y las ciencias de la computación (que hoy están en auge) son solo una pequeña parte de los contenidos de la educación tecnológica, y nunca pueden reemplazarla en su totalidad, porque dejaríamos de lado otras técnicas de Gran importancia y una visión formativa cultural más plena.(...)” (P. 61)
- “(... ) Los lenguajes digitales y los saberes algorítmicos( propios de la matemática) excede al espacio de Educación tecnológica. (P.61)

### Origen del concepto
Pese a que la idea de alfabetización se relacionaba con el acceso a la lectura y a la escritura, la llegada de nuevos lenguajes de comunicación y el acceso a estos medios como el Internet y los recursos multimedia generó la necesidad de adquirir nuevas competencias, lo que obligó a la alfabetización  a ampliar su espectro de acción, permitiéndose entender a este como el acceso a lenguajes audiovisuales, computacionales, entre muchos otros. El término "digital" fue adicionado para estos nuevos lenguajes producto de la influencia anglosajona, donde ya era utilizado este término para referirse a la alfabetización en estos nuevos formatos. 
En este sentido se expresa Gilbert cuando considera a la alfabetización digital como el conjunto de habilidades sociocognitivas mediante las cuales se puede seleccionar, procesar, analizar e informar del proceso de transformación de información a conocimiento.
Cabe mencionar, que a partir de como la realidad a construido este concepto, se entenderá la alfabetización digital en un sentido más amplio, el cual englobará una serie de características:
- Capacidad de realizar juicios informados y cuestionamientos respecto a la información que pueda obtenerse a través de la red.
- Destrezas relacionadas con la construcción del conocimiento, realizando esto de manera responsable y con el criterio correcto para recopilar la información que se utilizará para generar dicho conocimiento.
- Habilidades para buscar información, haciendo énfasis en el aprender a usar motores de búsqueda en internet.
- Conciencia de que en la red existen otros usuarios, quienes pueden apoyar el desarrollo del conocimiento a partir de la discusión que puede generarse a través del medio digital.
- Valoración de las herramientas que el sistema entrega para complementar de mejor forma la información.

### La tecnología y su implementación en el proceso educativo[26]
El impacto que tiene la tecnología sobre la educación ha dado pie a innovar en el proceso educativo, a transformar el aprendizaje y la calidad de enseñanza a través de: 
- Incrementar las herramientas de comunicación y transmisión de información entre docentes y estudiantes o viceversa.
- Eventual mejora en los resultados de aprendizaje.
- Atiende a la diversidad.
- Generan espacios de discusión integrales en el proceso de enseñanza-aprendizaje.
- Potencian las habilidades y destrezas con el uso de la tecnología.
- Innovar en nuevos escenarios, más activos en el proceso educativo.

Es necesario disponer de un sistema que asegure la mejora continua en el proceso de un cambio tecnológico. 

### Las Redes Sociales y la Educación Tecnológica
Las redes sociales tienen un gran poder de gestionar información y promueven el trabajo colaborativo, facilitan a los investigadores la difusión del conocimiento y la construcción de aprendizajes. A esto se suma el uso generalizado de redes sociales por parte de los nuevos estudiantes, considerados nativos digitales, como medio de comunicación principal. Sin embargo, se cree que el uso generalizado de estas plataformas en ambientes educativos conlleva problemas comunicacionales para el estudiante, mermando su capacidad de comunicarse de manera personal. También podrían provocar brechas comunicacionales, especialmente con los profesores que no son nativos digitales.
Las redes sociales son un impacto positivo para la Educación al permitir contar con herramientas virtuales que faciliten al docente la interacción entre sus estudiantes y la búsqueda de información para las actividades a desarrollar en el aula, y una de las grandes ventajas es que la nueva generación de estudiantes el mundo moderno ya son natos con la aplicación delcampo virtual, es por ello que les resulta menos complejo la adaptación de las redes sociales a su ámbito académico y de formación.

### La educación y la tecnología en elsigloXXI[29]
La tecnología forma parte de la humanidad, puesto que a colaborado en la transformación y adaptación de la sociedad, la cultura y del entorno en el que nos desarrollamos para la satisfacción de nuestras necesidades. 
La educación es una de las principales que se ha visto afectada por las transformaciones de la tecnología, por lo tanto se han creado cambios en los modelos educativos, en capacitar a los docentes para integrar herramientas tecnológicas en las aulas donde ocurre el aprendizaje. Claro es que estos cambios tecnológicos han sido más lentos que en otras instituciones y sectores de la sociedad, pero no podemos olvidar que en los últimos años los métodos, contenidos, estrategias docentes cada vez adaptan más al ambiente educativo recursos tecnológicos para adaptarlos y hacer más dinámico y diverso el proceso de enseñanza-aprendizaje.
La escuela es la principal institución en la que se forman a los estudiantes en la tecnología a través de actividades formativas específicas dentro y fuera del curriculum, teniendo la capacidad de formar a estudiantes transmitiendo métodos, estrategias y valores propios que cada centro quiere alcanzar para el estudiante. Otro de los aspectos que influye en la educación tecnológica es la diversidad de medios que cada centro educativo ponga a disposición de los estudiantes y el uso didáctico que se realice con los recursos tecnológicos, es decir, enseñar las funciones, formando alumnos más críticos, dispuestos a interactuar y adquirir información argumentada por diversos medios verídicos. 

#### Capacitación docente en la Educación Tecnológica[31]
La Educación Tecnológica se suele asociar a nuevas tecnologías en la enseñanza, a tecnologías de avanzada. Pero no es específicamente al espacio curricular que intenta abordar el fenómeno tecnológico en toda su complejidad. 

Suelen hablar de educación tecnológica refiriendoce a educación o alfabetización digital, a estar al día con las nuevas tecnologías.

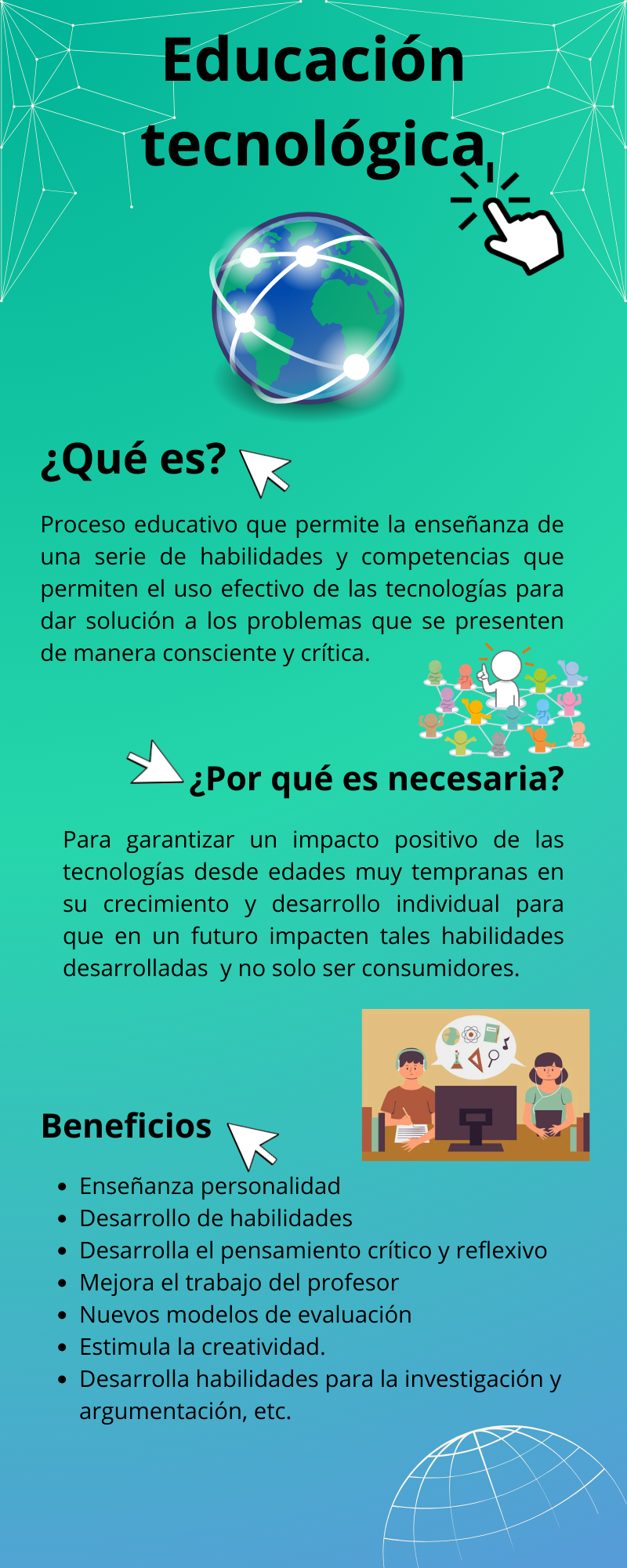
Infografía de Educación Tecnológica y su importancia

La importancia de tener un personal docente capacitado aumenta y existe una preocupación desde las Facultades de Ciencias de la Educación, ya que los planes de estudio se actualizan e incluyen el uso de tecnologías en las aulas, por tal motivo los docentes deben estar en un proceso de formación continua que les permita transmitir a sus estudiantes las funciones y usos de la tecnología. 
Actualmente, es enorme la preocupación existente sobre las condiciones que deben reunir las instituciones educativas para ofrecer a los estudiantes una adecuada preparación y formación en lo que se refiere al mundo tecnológico. Los responsables de le educación se ven obligados por la sociedad y los avances tecnológicos a establecer en las instituciones ambientes enriquecidos por la tecnología y apoyados en la misma, tanto para el profesorado como para los alumnos y alumnas.
Es fundamental tener unos criterios en la inclusión de los medios y producciones didácticas que estén relacionados y en concordancia con las necesidades sociales y culturales del profesor y el alumno/a. Y es de absoluta importancia su utilización, en forma adecuada y de acuerdo con los fines que establece la enseñanza, independientemente de que se trate de tecnología con los últimos adelantos, o de tecnología más tradicional.
Es evidente que en este nuevo siglo los docentes están teniendo que abordar nuevas tareas, y se hace necesaria y fundamental, por parte de los docentes, una actitud abierta y flexible a los múltiples acontecimientos e informaciones que se generan a su alrededor. A los profesionales de la enseñanza se les requiere un esfuerzo de adaptación, actualización y perfeccionamiento permanente. El docente es responsable de formarse de acuerdo a las transformaciones y necesidades de su contexto escolar, para hacer más atractivo, adecuado y exitoso el proceso de aprendizaje de los alumnos y alumnas que tiene bajo su responsabilidad. 

## La Educación Tecnológica en América Latina
En México se conoce como educación técnica a una disciplina dentro del quehacer educativo y también una actividad social, centrada en familiarizar a los estudiantes con los conocimientos prácticos, sobre la tecnología básica de los humanos, con el fin de proporcionar mayor alfabetización en el uso de las tecnologías. Este proceso de alfabetización, debe ser desarrollado en el ámbito del desarrollo práctico, la interpretación crítica de la tecnología, y el estudio del área digital y de la programación.
En Argentina la Educación Técnico Profesional (ETP) es una educación para el trabajo, pues forma a los estudiantes para trabajar en relación de dependencia o para trabajar por cuenta propia. Abarca actividades y profesiones como la agricultura y la ganadería; las industrias manufactureras; la electricidad, el gas y el agua; la construcción, el transporte y las comunicaciones. En Argentina, el ente a cargo de todo lo relacionado con educación tecnológica es el Instituto Nacional de Educación Tecnológica (INET), es el organismo del Ministerio de Educación de la Nación que tiene a su cargo la coordinación de la aplicación de las políticas públicas relativas a la Educación Técnico Profesional (ETP) en los niveles Secundario Técnico, Superior Técnico (no universitario) y Formación Profesional. La ETP es una de las modalidades del sistema educativo argentino que abarca, articula e integra los diversos tipos de instituciones y programas de Educación por y para el trabajo.

### El Instituto Nacional de Educación Tecnológica (Argentina)

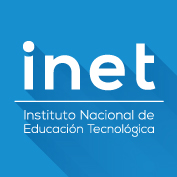
Instituto Nacional de Educación Tecnológica.

El Instituto Nacional de Educación Tecnológica de Argentina (INET), de manera concertada y concurrente con las provincias y la Ciudad Autónoma de Buenos Aires, promueve la mejora continua de la calidad de la modalidad, adecuando la oferta educativa a las necesidades productivas y territoriales.
Cuenta con dos ámbitos permanentes de consulta y acuerdo, con quienes elabora las propuestas a ser presentadas ante el Consejo Federal de Educación para su aprobación:
- Comisión Federal de la Educación Técnico Profesional.
- Consejo Nacional de Educación, Trabajo y Producción (CoNETyP).

En el marco de los requerimientos del desarrollo técnico y tecnológico, científico, de calificación, de productividad y de empleo, sus principales objetivos son:
- Fortalecer la formación técnico profesional, facilitando el proceso de la incorporación de la juventud al mundo del trabajo y la formación continua de los adultos a lo largo de su vida activa.
- Desarrollar un sistema integrado de Educación Técnico Profesional que articule entre sí los niveles de educación media y superior, y éstos con las diversas instituciones y programas extra-escolares de formación y capacitación para y en el trabajo.
- Robustecer la identidad propia de la Educación Técnico Profesional, significar su carácter estratégico en términos de desarrollo socioeconómico, valorar su estatus social y educativo, actualizar sus modelos institucionales y sus estrategias de intervención.
- Facilitar al estudiante o trabajador la continuidad de sus estudios, tanto de nivel medio o superior como de Formación Profesional, en cualquier región del país.

Dentro de sus responsabilidades, se encuentran las de:
- Coordinar y promover programas nacionales y federales orientados a fortalecer la educación tecnológica, técnica y la formación profesional, articulados con los distintos niveles y ciclos del Sistema Educativo Nacional.

### Educación Tecnológica en Colombia[36]
La historia de la educación en tecnología tiene sus antecedentes desde los años sesenta y setenta con la formación de institutos como: Institutos técnicos industriales, la creación del SENA, el Inem y el Instituto Colombiano para el Fomento de la Educación Superior específicamente con la creación de la División de Educación Tecnológica y Ocupacional, su principal función era la difusión del discurso oficial para esta nueva modalidad educativa. 
Tradicionalmente en Colombia, las políticas sobre educación en general se encuentran ligadas a macro políticas de desarrollo y transferencia tecnológica formuladas por organismos internacionales o instancias supranacionales, como el Banco Mundial, la Unesco, el Banco Interamericano, la OMC y el Banco Interamericano de Desarrollo, entre otras. Estas macro políticas se plasman en normas y documentos emitidos y acogidos por el Ministerio de Educación Nacional a través de diferentes dependencias. 
Las políticas oficiales para la educación en tecnología se pueden expresar en la motivación de niños, niñas y jóvenes y maestros hacia una mejor comprensión y aprobación en tecnología desde las relaciones que establecen los seres humanos para enfrentar sus problemas que se les presenten y desde su capacidad de solucionarlos a través de la invención, con el fin de estimular sus potencialidades creativas. Que la distancia que existe entre el conocimiento tecnológico y la vida cotidiana disminuya y que la educación contribuya promoviendo la competitividad y la productividad. 